# Сиргијан Палеолог
Сиргијан Палеолог Филантропен (грч. Συργιάννης Παλαιολόγος Φιλανθρωπηνός, око 1290–1334) био је византијски аристократа и војсковођа мешаног куманског и грчког порекла, који је био укључен у грађански рат између цара Андроника II Палеолога (владао 1282–1328) и његовог унука Андроника  (владао 1328–1341). Био је лојалан само себи и својим личним амбицијама, мењао је стране неколико пута, и завршио велики део освајања Македоније за српског краља Стефана Душана пре него што су га убили Византинци.

## Порекло, породица и рана каријера
Сиргијан се родио око 1290. године. Добио је име по оцу или евентаулно деди, куманског вође који се настанио у Византији, заједно са многим другима из свог племена, за време владавине цара Јована III Дуке Ватаца (владао 1221–1254). Изворно име старијег Сиргијана било је Сициган (од кумано-турског Sïčğan, „миш"); касније је хеленизовано у Сиргијан ("господар Јован") када је крштен. Старији Сиргијан је напредовао у хијерархији византијске војске, вероватно достигавши врховни чин мега доместик. Мајка млађег Сиргијана је била Евгенија Палеолог, члан владајуће династије Палеолога и сестричина цара Михајла VIII (владао 1259–1282). Свестан престижа мајчиног породичног презимена, млади Сиргијан је избарао да то искористи у циљу свог напредовања у византијској хијерархији. Сиргијан је такође имао сестру, Теодору, која се удала за Гија Лизињана, каснији краљ Мале Јерменије као Константин II. Сиргијан се појављује у историји 1315. године, када је постављен као војни управник македонске провинције близу српских граница. Упркос постојећим уговорима и против својих инструкција, одлучио је нападне и Србију и Епир. Разрешен дужности, он се побунио, би заробљен и затворен. Међутим, негде пре 1320. године, најзад је помилован и дата му је команда у Тракији.

## Подршка Андронику
Године 1320, након смрти цара Михаила IX Палеолога (најстарији син цара Андроника II и савладар од 1295. године), његов син Андроник III је крунисан као савладар од стране цара Андроника II. Иако је у почетку био популаран код свог деде, млађи Андроник и његова пратња младе властеле, којој је Сиргијан припадао, је у то време изазвала незадовољство старијег цара због својих бесмислица. Њихови испади су кулминирали погрешном идентификацијом убице царевог млађег брата, деспота Манојла; разјарен, старији Андроник је разрершио свог унука титула, а тиме је отворен дубоки лични расцеп између њих двојице.
У то време, Сиргијан и Јован Кантакузин су купили за себе намесништва у Тракији, подручје које је било испуњено незадовољством због старог цара, и брзо су мобилисали подршку за млађег Андроника. Заједно са Алексијем Апокавком и Теодором Синаденом, припремили су се да збаце остарелог цара Андроника II у корист његовог унука. На Ускрс 1321. године, млађи Андроник је отишао у Хадријанопољ, и избио је устанак. Сиргијан је водио велику војску ка престоници, што је приморало старог цара на преговоре. Сходно томе, 6. јуна 1321. године, постигнут је договор којим је подељена Византија. Млади Андроник III је признат као савладар и дата му је Тракија да влада њоме као квази-апанажа, поставивши своју резиденцију у Хадријанопољ, а цар Андроник II је наставио да влада из престонице, Константинопоља, као старији цар.
Сиргијан је био незадовољан новим аранжманима, осећајући да није био довољан награћен за своју подршку Андронику III. Он је такође презирао већу наклоност показивану од младог цара Андроника III, Јовану Кантакузину, и развио је жестоко супарништво са потоњим другом. Штавише, хроничари такође извештавају причу како је цар Андроник III покушао да заведе Сиргијанову супругу. У децембру 1321. године Сиргијан је променио страну, побегавши у Константинопољ. Награђен узвишеном титулом мега дукса, уверио је цара Андроника II да настави рат против свог унука. Међутим у јулу 1322. године, постигнут је још један договор између двојице Андроника, који је поставио Сиргијана у неугодну позицију. Пошто су његове сопствене шеме пропале, почео је да планира убиство остарелог цара Андроника II и преузмање престола за себе. Међутим, планови су му осујећени а Сиргијан је осуђен на доживотну затворску казну.

## Управа у Македонији, дезертерство у Србију и смрт
Цар - савладар Андроник III је коначно збацио свог деду 1328. године, и осигурао себе као јединог цара. Сиргијан је ослобођен, и могао је да се врати у Андроникову службу, у таквој мери да му је крајем 1329. године, била поверена важна управа над Солуном, другог највећег града у Византији, као и управа над западном Македонијом и Албанијом. Онда је поново осумњичен за заверу против династије Канатакузин, али овога пута са царевом мајком, царицом Маријом. Она је живела у Солуну, где је требало да пази на Сиргијана; уместо тога, постала је толико заслепљена њиме да га је усвојила. Након смрти царице крајем 1333. године завера је разоткривена, а Сиргијан је ухапшен и одведен у Цариград да се суочи са оптужбама за издају. Сиргијан је ипак успео да побегне и од суда се склонио на двор српског краља Душана.
Краљ Стефан Душан је поставио Сиргијана на чело велике српске силе, са којом је 1334. године напао византијску Македонију. Сиргијанове способности као војсковође, његово знање распореда и располагања византијске војске, и пријатељства које је сачувао са неколико локалних византијских официра, имало је као последицу брзо заузеће многих важнијих византијских градова, укључујући Охрид, Прилеп, Струмицу и Костур. Пут је био отворен за напредовање ка Солуну, а Сиргијанова војска се улогорила испред градских зидина, окренута ка византијским помоћним одредима. Обе стране су остајале улогорене суочавајући се на неколико дана, али 23. августа 1334. године, Сиргијан је намамљен из свог логора са само неколико пратилаца и убијен од стране Сфранцеса Палеолога, византијског војсковође који прешао намерно у српски логор неколико дана раније. Губитком свог главног војсковође, Срби су се одлучили за мировне преговоре са Византијом, који су међутим били веома повољни по њих јер су у њиховом поседу остали многи градови које је Сиргијан освојио у северној Македонији.

## Оцена
Сиргијанове амбиције, непрестана ковања завера и вишеструке издаје начинили су га једном од најмрачнијих личности тог периода у очима историчара савременика и каснијих историчара: тако Нићифор Григора упоређује његов бег у Србију са Темистоклевим бегом ка Персијанцима, Доналд Никол повезује га са Алкибијадом, а Ангелики Лају назива га „највећим присуством зла“ грађанског рата.